# محوطه عشق‌آباد
محوطه عشق آباد مربوط به دوران‌های تاریخی پس از اسلام است و در شهرستان میان‌جلگه، شهر عشق‌آباد واقع شده و این اثر در تاریخ ۱۰ خرداد ۱۳۸۲ با شمارهٔ ثبت ۸۷۴۲ به‌عنوان یکی از آثار ملی ایران به ثبت رسیده است.